# Ne irumun Kim Szamszun
A Ne irumun Kim Szamszun (hangul: 내 이름은 김삼순 , RR: Nae ireumeun Kim Samsun), angol címén My Lovely Sam Soon vagy My Name Is Kim Sam Soon egy 2005-ben bemutatott dél-koreai romantikus dorama, Hjon Binnel és Kim Szonával a főszerepben. Ez a sorozat hozta meg mindkét színésznek az áttörést. A sorozat rendkívül népszerű volt Dél-Koreában, 40 és 50% közötti nézettséget ért el a teljes lakosság körében. Kritikusok a koreai Bridget Jones naplójának tartják. Népszerűségének oka, hogy a hagyományos koreai doramák női főszereplőivel ellentétben a főszereplő itt egy csúnyának és túlsúlyosnak tartott, kevésbé nőies, 30 éves nő. Akadt olyan kritikus is, aki szerint a valaha készült legjobb koreai romantikus vígjátéksorozat, de olyan is, aki „irritálónak” és mesterkéltnek találta. Kim Szona színésznő 7 kilogrammot hízott a szerep kedvéért. A sorozat több díjat is elnyert, többek között 2006-ban a Seoul Drama Awards-on a legjobb minisorozat díját.

## Történet
Kim Szamszun 30 éves, túlsúlyos, csúnyácska, neve gúny tárgya, nincs önbizalma, és épp karácsony este csalja meg a barátja. Állását is elveszíti. A szakításkor a megalázott lány véletlenül az étterem férfi mosdójában köt ki, ahol összefut a jóképű de arrogáns, 27 éves Hjon Dzsinhonnal, aki tovább alázza a bőgő lányt. Egy újabb véletlennek köszönhetően úgy alakul, hogy Dzsinhon felajánlja a kitűnő cukrász nőnek, dolgozzon az éttermében, mivel sürgősen cukrászt keresnek. Amikor a lánynak azonnali kölcsönre lesz szüksége, Dzsinhon azzal a feltétellel ad neki, hogy a lánynak el kell játszania a barátnője szerepét a szülei előtt, a férfi így akar megszabadulni az anyja által kikényszerített vakrandiktól. Az álrandevúzás közepette Dzsinhon beleszeret Szamszunba, ekkor azonban megjelenik a férfi Amerikából hazatért régi szerelme.

## Szereplők

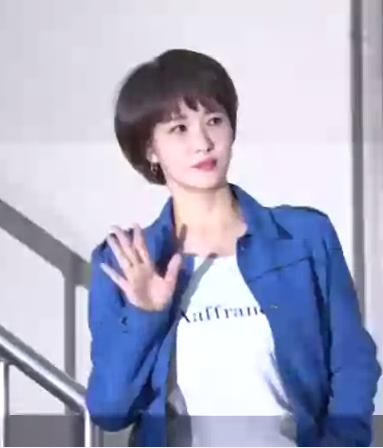
Kim Szona
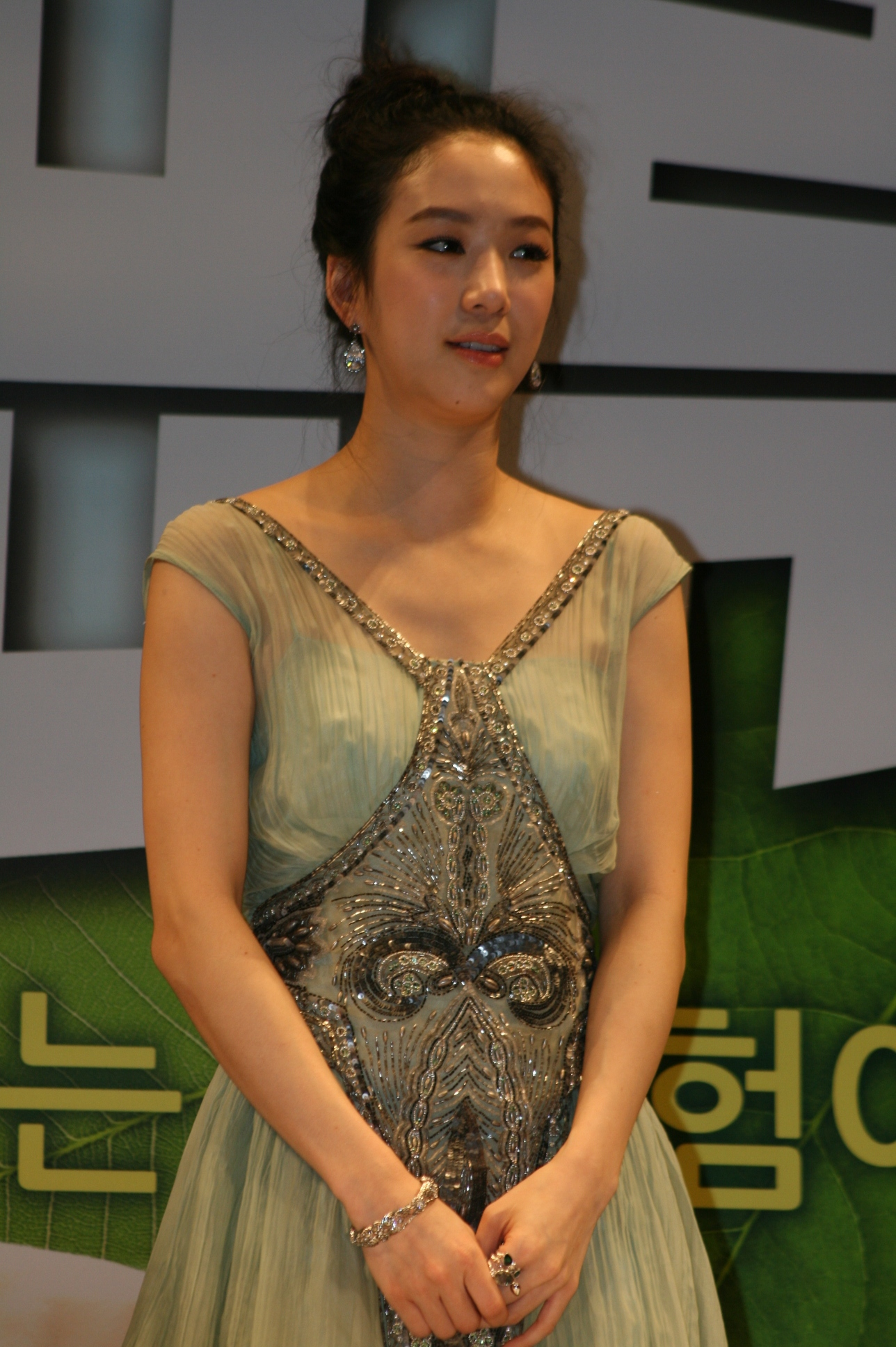
Csong Njovon
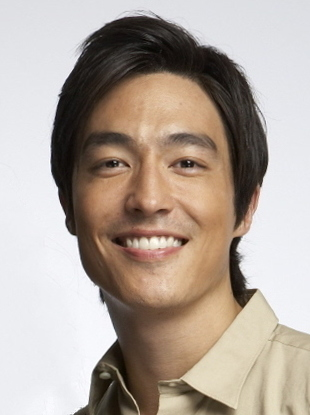
Daniel Henney